# Cooperativa Sociale Lavoratori Uniti Franco Basaglia
La Cooperativa Sociale Lavoratori Uniti Franco Basaglia (in sigla CLU Basaglia) è una cooperativa sociale italiana. Nata il 16 dicembre 1972 a Trieste con la denominazione di Cooperativa Lavoratori Uniti, è la prima cooperativa sociale del mondo. All’inizio degli anni '80 la CLU integra la sua ragione sociale con il nome del suo promotore, Franco Basaglia, scomparso nell’agosto del 1980.

## Storia
Fino ai primi anni '70 i manicomi erano istituzioni totali in cui la maggioranza degli internati non aveva diritti civili né politici. Per far funzionare questa macchina istituzionale ci si avvaleva del contributo dei pazienti organizzati nelle squadre di ergoterapia, una cosiddetta “terapia del lavoro” concepita a partire dal presupposto che impiegare le persone in attività utili, piuttosto che condannarle all’ozio, producesse maggiori benefici. Tale pratica consisteva a tutti gli effetti in una forma di sfruttamento in quanto, al servizio prestato, non corrispondeva alcun tipo di remunerazione economica né di tutela. 
Negli anni ’60, nell'ospedale psichiatrico di Trieste, queste squadre iniziarono a costituirsi in un collettivo, che cominciò a formulare un’embrionale coscienza del proprio stato di assoggettamento. Una figura particolarmente emblematica fu quella di Danilo Sedmak, un giovane psicologo arrivato nel 1964 come volontario, che si adoperò sin da subito per affiancare questo gruppo ed a sostenerlo nelle sue rivendicazioni, che cominciarono con la richiesta di dispositivi di protezione, per poter operare in sicurezza. 
Nel dicembre del 1971 Michele Zanetti, l’allora Presidente della Provincia di Trieste, chiamò lo psichiatra Franco Basaglia a dirigere l’ospedale psichiatrico triestino (O.P.P.): quest’ultimo, assieme ad un’équipe di giovani medici e ad un gruppo di volontari provenienti da tutto il mondo, aveva il chiaro intento di abolire il modello manicomiale a favore di servizi di salute mentale territoriali, fondati sul paradigma della cura e sui diritti di cittadinanza delle persone. Con l’arrivo di Basaglia, tutti i rapporti di potere cominciarono ad essere messi in discussione: il collettivo dell’ergoterapia poté così inserire la sua lotta all’interno del più ampio movimento di critica istituzionale al manicomio. 
Nel corso dell’Assemblea dei lavoratori dell’O.P.P. del 29 febbraio 1972 si discusse sulla possibilità di dare a questo gruppo un’organizzazione maggiormente strutturata: si dibatté se costituirsi come “Cooperativa” o se limitarsi ad essere un “laboratorio protetto”. Si decise con convinzione per la prima opzione in quanto questo tipo di impresa, dalla natura mutualistica, rispondeva alla necessità di configurarsi come soggetto intrinsecamente legato ad un mandato etico e sociale, oltre che economico. Nella successiva Assemblea dei lavoratori del 10 marzo 1972 vennero definite le finalità a cui questa realtà doveva rispondere: l’organizzazione in forza lavoro, una giusta remunerazione, la tutela tramite assicurazioni sociali nonché la riabilitazione della persona e il suo inserimento sociale. Nell’Assemblea seguente si nominò il Consiglio d’Amministrazione, di cui Franco Basaglia fu Presidente onorario. Vennero pertanto redatti nuovamente Atto costitutivo e Statuto, datati 16 dicembre 1972, facendo figurare fra i soci alcuni operatori sensibili a questa vicenda assieme ad alcuni ricoverati che avevano lo statuto di “volontari” (stando a quanto disposto dalla legge 431 del 1968), quindi titolari di capacità giuridica. L’oggetto sociale delineò alle prime due voci i settori di attività della Cooperativa (pulitura, manovalanza e giardinaggio) parlando in maniera chiara ed inequivocabile di “lavoro”. Tuttavia non si rinunciò a reclamare con fermezza la specificità della propria natura: le finalità erano anche quelle di migliorare la posizione economica, morale e sociale dei soci e di promuovere il movimento cooperativo. Con un Decreto del 27 gennaio 1973 il Tribunale di Trieste riconobbe finalmente la Cooperativa. Si proseguì così con la domanda alla Regione da cui, il 23 marzo 1973, si ottenne l’Iscrizione nel “Registro Regionale delle Cooperative”: la CLU era a tutti gli effetti un’impresa economica.
In particolare è stata la prima cooperativa sociale del mondo ed in Italia ha anticipato le cooperative finalizzate all’inserimento lavorativo, successivamente definite “Cooperative sociali di tipo B” con la legge 381 del 1991.
Il 27 settembre 1973 la Giunta provinciale, con voto unanime, assegnò il primo lavoro in appalto alla CLU. Quest’ultima nel 1981, a pochi mesi dalla morte di Franco Basaglia, ne prese il nome. Nel corso del tempo l’impresa si è sviluppata anche grazie al contributo di fondi europei che, negli anni ‘90, hanno permesso di sperimentare l’apertura di nuovi settori e nuove opportunità di inserimento socio lavorativo per persone fragili.
Dal 2011 la CLU gestisce servizi socio-sanitari attraverso la formulazione e realizzazione di progetti terapeutico ri-abilitativi personalizzati: questo ambito è nato a supporto dell’inserimento lavorativo, per accompagnare tutto il processo di ripresa delle persone; diventa quindi una cooperativa sociale di tipo misto, A+B.
Al 2025 i settori di cui si occupa la Cooperativa sono Sanificazione, Ecologia e manutenzione del verde, Logistica, Traslochi e facchinaggio, Servizi alla persona, Ristorazione e Sartoria. 